# Sabah Şəriəti
Sabah Saleh oghlu Shariati (Sanandaj, 1º gennaio 1989) è un lottatore azero, vincitore della medaglia di bronzo nella categoria 130 kg (greco-romana) ai Giochi di Rio de Janeiro 2016.

## Palmarès
- Giochi olimpici

Rio de Janeiro 2016: bronzo nei 130 kg.
- Giochi europei

Baku 2015: argento nei 130 kg.